# Brouchy
Brouchy est une commune française située dans le département de la Somme en région Hauts-de-France.

## Géographie

### Localisation
- 1Carte dynamique
- 2Carte Openstreetmap
- 3Carte topographique
- 4Carte avec les communes environnantes
- 5Entrée du village

Le village est situé à quatre kilomètres au sud de Ham, à la limite du département de la Somme, vers l'Aisne et l'Oise, au milieu de prairies.
Limité au nord par la ligne d'Amiens à Laon, il est aisément accessible par les anciennes routes nationales RN 337 (actuelle RD 937) et RN 32 (actuelle RD 932).

### Hameaux et écarts
La commune comprend un hameau, Aubigny.

### Hydrographie

#### Réseau hydrographique
La commune est traversée par la ligne de partage des eaux entre les bassins hydrographiques Artois-Picardie et Seine-Normandie. Elle est drainée par la Beine et le Vert-Galant,.

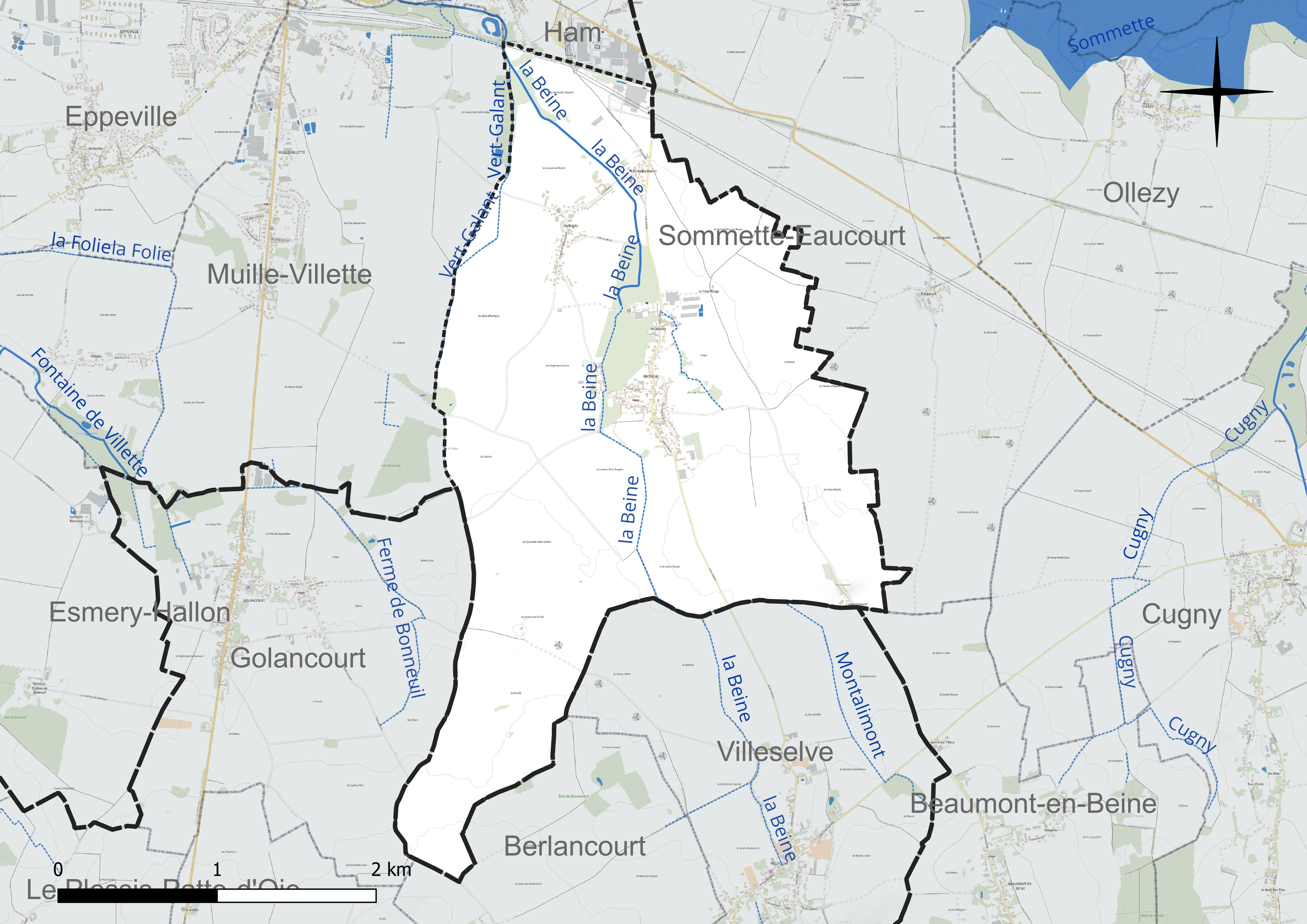
Réseau hydrographique de Brouchy.

#### Gestion et qualité des eaux
Le territoire communal est couvert par le schéma d'aménagement et de gestion des eaux (SAGE) « Haute Somme ». Ce document de planification concerne un territoire de 1 798 km2 de superficie, délimité par le bassin versant de la Haute Somme est constitué d'un réseau hydrographique complexe de cours d'eau, de marais, d'étangs et de canaux. Le périmètre a été arrêté le 21 avril 2006 et le SAGE proprement dit a été approuvé le 15 juin 2017. La structure porteuse de l'élaboration et de la mise en œuvre est le syndicat mixte d'aménagement hydraulique du bassin versant de la Somme (AMEVA).
La qualité des cours d'eau peut être consultée sur un site dédié géré par les agences de l'eau et l'Agence française pour la biodiversité.

### Climat
Pour des articles plus généraux, voir Climat des Hauts-de-France et Climat de la Somme.
En 2010, le climat de la commune est de type climat océanique dégradé des plaines du Centre et du Nord, selon une étude du CNRS s'appuyant sur une série de données couvrant la période 1971-2000. En 2020, Météo-France publie une typologie des climats de la France métropolitaine dans laquelle la commune est exposée à un climat océanique et est dans la région climatique Nord-est du bassin Parisien, caractérisée par un ensoleillement médiocre, une pluviométrie moyenne régulièrement répartie au cours de l'année et un hiver froid (3 °C).
Pour la période 1971-2000, la température annuelle moyenne est de 10,5 °C, avec une amplitude thermique annuelle de 15 °C. Le cumul annuel moyen de précipitations est de 684 mm, avec 11,2 jours de précipitations en janvier et 8,6 jours en juillet. Pour la période 1991-2020, la température moyenne annuelle observée sur la station météorologique la plus proche, située sur la commune de Fontaine-lès-Clercs à 13 km à vol d'oiseau, est de 10,8 °C et le cumul annuel moyen de précipitations est de 683,4 mm,. Pour l'avenir, les paramètres climatiques de la commune estimés pour 2050 selon différents scénarios d'émission de gaz à effet de serre sont consultables sur un site dédié publié par Météo-France en novembre 2022.

## Urbanisme

### Typologie
Au 1er janvier 2024, Brouchy est catégorisée commune rurale à habitat dispersé, selon la nouvelle grille communale de densité à sept niveaux définie par l'Insee en 2022.
Elle est située hors unité urbaine. Par ailleurs la commune fait partie de l'aire d'attraction de Ham, dont elle est une commune de la couronne,. Cette aire, qui regroupe 13 communes, est catégorisée dans les aires de moins de 50 000 habitants,.

### Occupation des sols
L'occupation des sols de la commune, telle qu'elle ressort de la base de données européenne d'occupation biophysique des sols Corine Land Cover (CLC), est marquée par l'importance des territoires agricoles (89,3 % en 2018), une proportion sensiblement équivalente à celle de 1990 (89,4 %). La répartition détaillée en 2018 est la suivante : 
terres arables (89,1 %), zones urbanisées (7,6 %), forêts (2,1 %), zones industrielles ou commerciales et réseaux de communication (1 %), zones agricoles hétérogènes (0,3 %). L'évolution de l'occupation des sols de la commune et de ses infrastructures peut être observée sur les différentes représentations cartographiques du territoire : la carte de Cassini (XVIIIe siècle), la carte d'état-major (1820-1866) et les cartes ou photos aériennes de l'IGN pour la période actuelle (1950 à aujourd'hui).

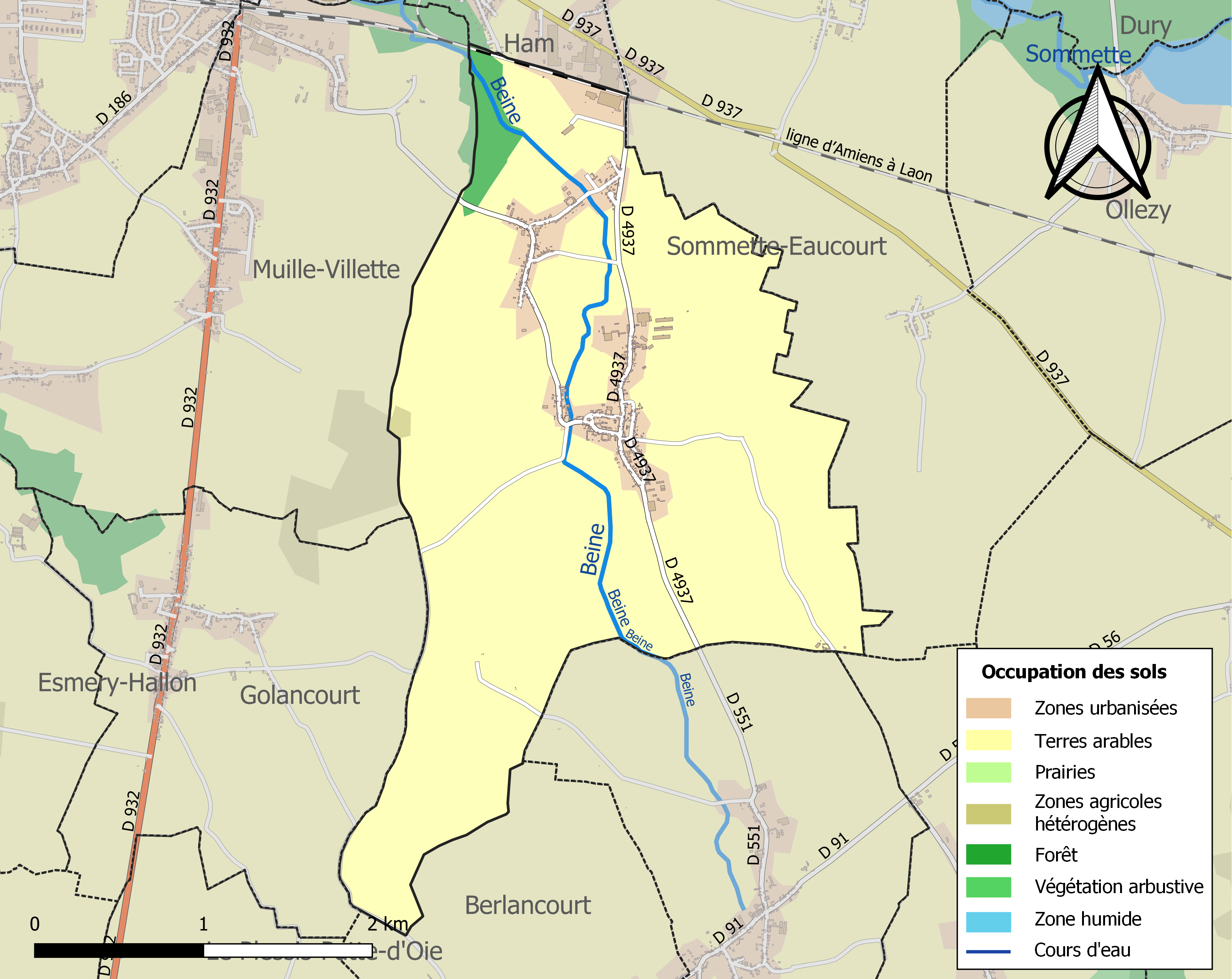
Carte des infrastructures et de l'occupation des sols de la commune en 2018 (CLC).

### Voies de communication et transports
La commune est desservie, en 2023, par la ligne 678 du réseau interurbain de l'Oise et par la ligne 753 du réseau Trans'80.

## Toponymie
Brouchy, Brociacum et Bruciacum, est désigné sous la dénomination de Bruci en 1135, Broci en 1169. Brouci en 1355, puis Bruchy et Brouchi dans les siècles suivants.
L'origine de ce lieu appartiendrait à l'époque gauloise, si l'on peut en rapporter l'étymologie au mot celtique Bruch, qui signifie marécage, endroit bas et humide.

## Histoire
Le premier monument historique où il soit fait mention de Brouchy est une charte du 10 avril 1135 concernant une terre et une hostise (chaumière habitée, moyennant redevance, par des paysans) accordées à l'abbaye Saint-Éloi de Noyon au village de Brouchy : terram et hospitem unum apud Bruci.
En 1170, Raoul de Brouchy, chevalier, confirme à l'abbaye de Ham la terre de Brouchy.
Mort en 1305, Jean, sire d'Aubigny, repose dans l'église comme l'atteste la pierre tombale sculptée d'un heaume rabattu et ajouré,,
Première Guerre mondiale
Pendant une partie de la guerre, la commune est occupée par l'armée allemande, qui y installe une Kommandantur. L'occupant détruit systématiquement le village,,.
À la fin de la guerre, la commune est considérée comme totalement détruite. Elle a été décorée de la Croix de guerre 1914-1918 le 27 octobre 1920.
Seconde Guerre mondiale
Brouchy a été également décorée de la Croix de guerre 1939-1945 avec étoile de bronze, par décret du 11 novembre 1948.

## Politique et administration

### Rattachements administratifs et électoraux
La commune se trouve dans l'arrondissement de Péronne du département de la Somme. Pour l'élection des députés, elle fait partie depuis 1958 de la cinquième circonscription de la Somme.
La commune fait partie depuis 1793 du canton de Ham. Dans le cadre du redécoupage cantonal de 2014 en France, ce canton, dont la commune fait toujours partie, est modifié, passant passe de 19 à 67 communes.

### Intercommunalité
La commune faisait partie de la communauté de communes du Pays Hamois, qui succédait au district de Ham, créé en 1960, que Brouchy avait rejoint en 1961.
La loi portant nouvelle organisation territoriale de la République (Loi NOTRe) du 7 août 2015, prévoyant que les établissements publics de coopération intercommunale (EPCI) à fiscalité propre doivent avoir un minimum de 15 000 habitants, le schéma départemental de coopération intercommunale (SDCI) arrêté par le préfet de la Somme le 30 mars 2016 prévoit notamment la fusion des communautés de communes du Pays Hamois et celle du Pays Neslois, afin de constituer une intercommunalité de 42 communes groupant 20 822 habitants, et précise qu'il « s'agit d'un bassin de vie cohérent dans lequel existent déjà des migrations pendulaires entre Ham et Nesle. Ainsi Ham offre des équipements culturels, scolaires et sportifs (médiathèque et auditorium de musique de grande capacité, lycée professionnel, complexe nautique), tandis que Nesle est la commune d'accueil de grandes entreprises de l'agroalimentaire ainsi que de leurs sous-traitants ».
La fusion intervient le 1er janvier 2017 et la nouvelle structure, dont la commune fait désormais partie, prend le nom de communauté de communes de l'Est de la Somme,.

### Liste des maires
| Période                                  | Période                      | Identité      | Étiquette | Qualité |
| ---------------------------------------- | ---------------------------- | ------------- | --------- | --- |
| Les données manquantes sont à compléter. |                              |               |           | |
| mars 1983                                | mars 2008                    | Michel Fagart |           | Agriculteur et exploitant laitier Président du District urbain de Ham (1989 → 1995) capitaine honoraire du centre de secours de Ham |
| mars 2008                                | En cours (au 8 octobre 2020) | Marc Barbier  | ÉCO       | retraité Réélu pour le mandat 2020-2026                                                                                             |

## Population et société

### Démographie
L'évolution du nombre d'habitants est connue à travers les recensements de la population effectués dans la commune depuis 1793. Pour les communes de moins de 10 000 habitants, une enquête de recensement portant sur toute la population est réalisée tous les cinq ans, les populations de référence des années intermédiaires étant quant à elles estimées par interpolation ou extrapolation. Pour la commune, le premier recensement exhaustif entrant dans le cadre du nouveau dispositif a été réalisé en 2004.

En 2022, la commune comptait 482 habitants, en évolution de −7,13 % par rapport à 2016 (Somme : −1,26 %, France hors Mayotte : +2,11 %).
| 1793 | 1800 | 1806 | 1821 | 1831 | 1836 | 1841 | 1846 | 1851 |
| ---- | ---- | ---- | ---- | ---- | ---- | ---- | ---- | ---- |
| 474  | 442  | 531  | 442  | 482  | 503  | 461  | 487  | 540  |

| 1856 | 1861 | 1866 | 1872 | 1876 | 1881 | 1886 | 1891 | 1896 |
| ---- | ---- | ---- | ---- | ---- | ---- | ---- | ---- | ---- |
| 539  | 560  | 600  | 585  | 559  | 547  | 552  | 541  | 552  |

| 1901 | 1906 | 1911 | 1921 | 1926 | 1931 | 1936 | 1946 | 1954 |
| ---- | ---- | ---- | ---- | ---- | ---- | ---- | ---- | ---- |
| 557  | 571  | 528  | 450  | 495  | 410  | 454  | 488  | 554  |

| 1962 | 1968 | 1975 | 1982 | 1990 | 1999 | 2004 | 2006 | 2009 |
| ---- | ---- | ---- | ---- | ---- | ---- | ---- | ---- | ---- |
| 559  | 612  | 618  | 634  | 635  | 578  | 594  | 588  | 572  |

| 2014 | 2019 | 2022 | - | - | - | - | - | - |
| ---- | ---- | ---- | - | - | - | - | - | - |
| 524  | 497  | 482  | - | - | - | - | - | - |

### Enseignement
En 2012, les enfants du village sont scolarisés au sein d'un regroupement pédagogique intercommunal géré par le syndicat intercommunal qui regroupe Brouchy et Eppeville.
À la rentrée de septembre 2025, le regroupement pédagogique s'agrandit : il concerne les communes de Muille-Villette, Eppeville et Brouchy.

### Manifestations culturelles et festivités
La ché 10 km ed'Brouchy (course des 10 km de Brouchy) est organisée depuis 2014. Sa 4e édition a eu lieu en juin 2017.

## Culture locale et patrimoine

### Lieux et monuments
- L'église Saint-Martin[43] comporte des ouvertures romanes, la nef en constitue la partie la plus ancienne.

Elle contient un christ en croix, en bois du XIXe siècle, un autel avec gradin, tabernacle et retable en bois, dont la partie la plus ancienne date de la fin du XVIIe siècle et un tableau de retable représentant l'adoration des Mages, de la fin du XVIIe ou du début du XVIIIe siècle.
- Oratoire dédié à la Vierge, de 1958, année mariale[47].

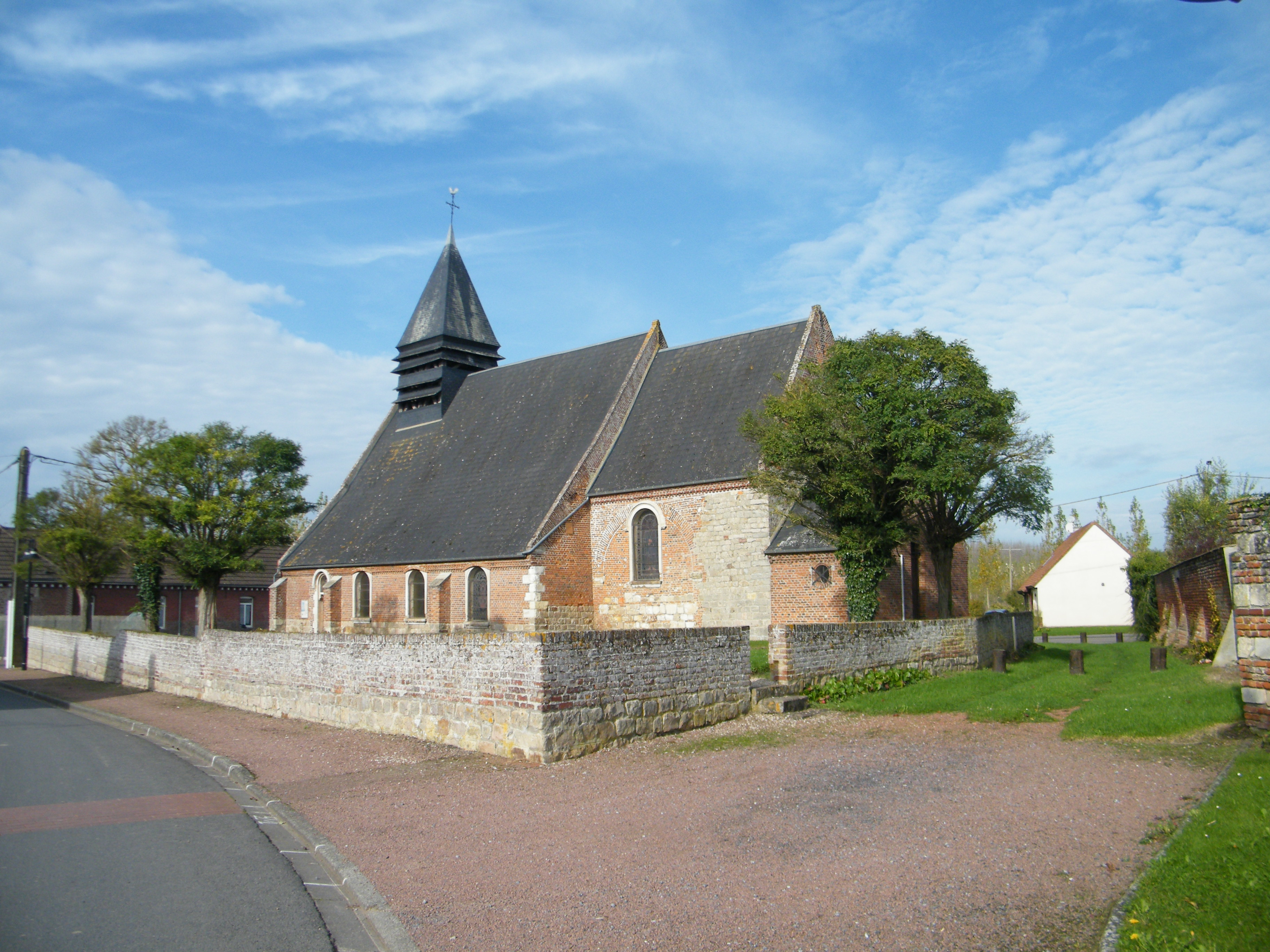
L'église Saint-Martin.
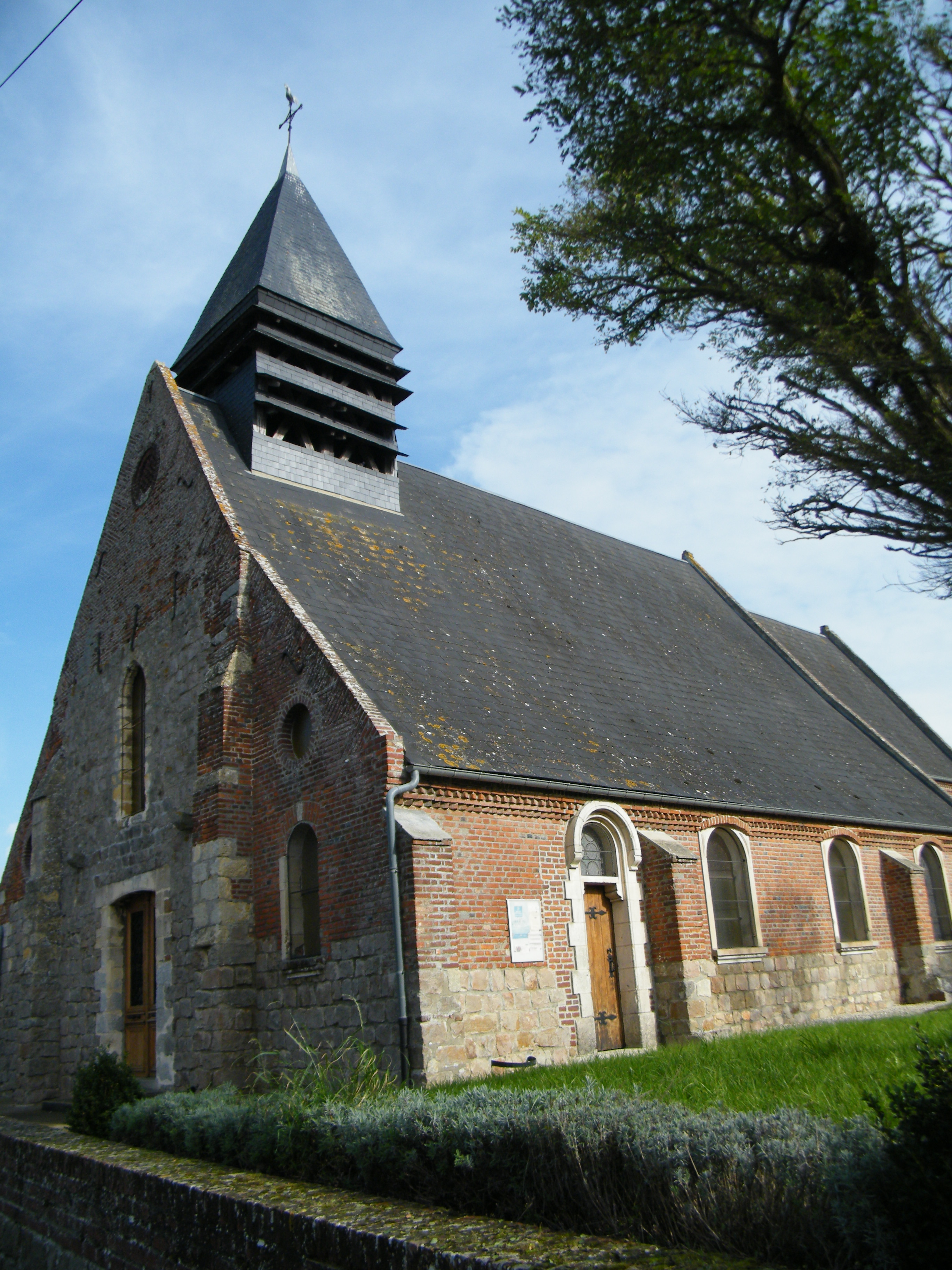
L'église, sous un autre angle
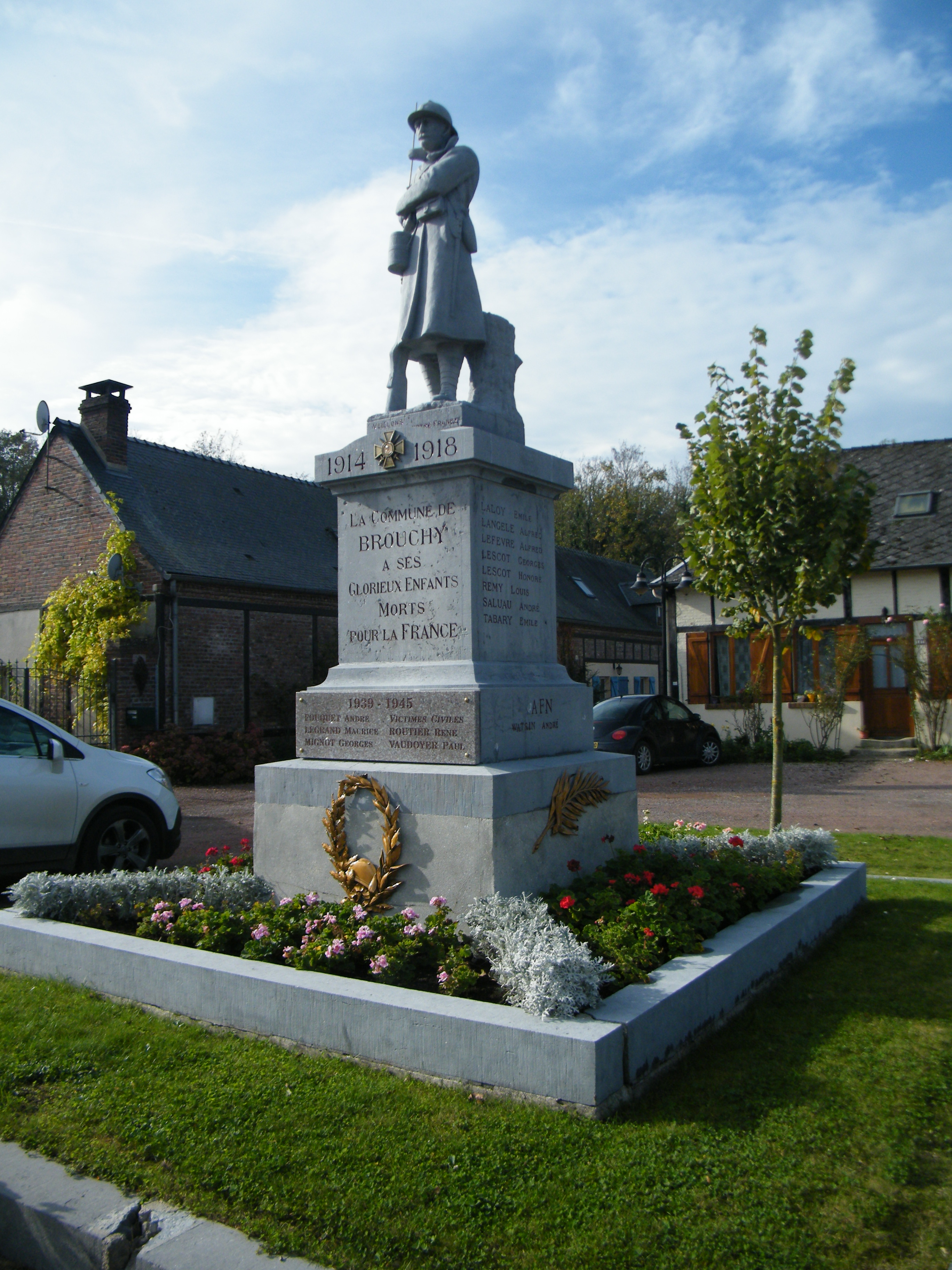
Le monument aux morts.

### Héraldique
| Blason de Brouchy | Blason  | De gueules à deux chevrons d'argent accompagnés de trois trèfles d'or. |
| Blason de Brouchy | Détails | Le statut officiel du blason reste à déterminer.                       |